# Bad Boy (film, 1935)
Pour les articles homonymes, voir Bad Boy.
Pour plus de détails, voir Fiche technique et Distribution.
Bad Boy est une comédie américaine de 1935 réalisée par John G. Blystone et écrite par Allen Rivkin. Le film met en vedette James Dunn, Dorothy Wilson, Louise Fazenda, Victor Kilian, John Wray et Luis Alberni. Le film est sorti le 25 octobre 1935 par la 20th Century Fox.

## Fiche technique
Réalisation : John G. Blystone
Scénario : Allen Rivkin, d'après Vina Delmar
photo : Bert Glennon
son : Eugene Grossman
Musique : Arthur Lange
Direction artistique : Jack Otterson
Costumes : William Lambert
Montage : Margaret Clancey
son : Eugene Grossman

## Distribution
- James Dunn : Eddie Nolan
- Dorothy Wilson : Sally Larkin
- Louise Fazenda : Mme Harris
- Victor Kilian : Sid
- John Wray : Fred Larkin
- Luis Alberni : Tony
- Beulah Bondi : Mme Larkin
- Allen Vincent : Bob Carey
- Doro Merande : Mme Jackson
- John Carradine : Saxophone player